# Shannon (chanteuse)
Pour les articles homonymes, voir Shannon.
Shannon (née Shannon Brenda Greene le 2 mai 1958 à Washington DC) est une chanteuse américaine.

## Biographie
Elle est notamment connue pour son morceau funk/freestyle roche[pas clair] des musiques new wave et italo-disco de 1983, Let the Music Play (en). Le morceau redéfinit entre autres le son electro-funk, qu'Arthur Baker et John Rocca produisirent en 1982.

## Discographie

### Albums
- 1984 : Let the Music Play
- 1985 : Do You Wanna Get Away
- 1986 : Love Goes All the Way
- 2000 : The Best Is Yet to Come
- 2006 : A Beauty Returns

## Liens
- Ressources relatives à la musique :   - AllMusic
  - Billboard
  - Discogs
  - MusicBrainz
  - Muziekweb
  - Rate Your Music
- Ressource relative à l'audiovisuel :   - IMDb
- Notices d'autorité :   - VIAF
  - ISNI
  - BnF (données)
  - LCCN
  - GND
  - WorldCat